# 히 갓 게임
《히 갓 게임》(영어: He Got Game)은 미국에서 제작된 스파이크 리 감독의 1998년 스포츠 드라마 영화이다. 덴절 워싱턴, 레이 앨런 등이 출연하였고, 존 킬릭 등이 제작에 참여하였다. 《모베터 블루스》(1990)와 《말콤 X》(1992)에 이어 리와 워싱턴이 세 번째로 협업한 작품이다.
평단으로부터 대체로 긍정 평가를 받았다.

## 줄거리
미국 1위 초대어급 스타 고교생 농구 선수 지저스는 돌아가신 어머니 마사가 늘 교육을 강조했기에 NBA 드래프트 대신 대학 진학을 선택한다. 이에 지저스를 데려가기 위해 농구 관련 입학 제도를 갖춘 대학교가 전부 달려든다.
6년 전 아버지 제이크는 "블랙 지저스"로 불리던 농구 선수 얼 먼로(Earl Monroe)를 따라 이름 지은 아들 지저스를 혹독하게 훈련시켰다. 하루는 지저스가 반항하자 제이크는 지저스 몸에 손을 대었고, 이를 말리는 아내 마사를 세게 밀쳐 내었다. 마사는 그대로 부엌 개수대에 머리를 부딪혀 사망했고, 이후 제이크는 과실 치사로 애티카 교도소에서 복역 중이다.
농구 광팬이며 특히 모교 빅 스테이트를 응원하는 주지사는 제이크에게 지저스가 빅 스테이트를 고르게 설득하면 조기 석방을 시키겠다는 조건을 제시하고, 노동 석방(work release)으로 일주일 가석방 허가를 내린다.
제이크에게 적개심을 품은 지저스는 다른 대학에 견학을 다니고, 대학 팀과 프로 팀 관계자들은 돈과 여성으로 지저스와 주변인들을 유혹한다. 시간이 촉박해진 제이크는 주지사와 한 약속을 털어놓지만 지저스는 별 감흥을 보이지 않는다. 제이크는 1대 1 농구 경기를 제안하고, 자신이 이기면 빅 스테이트 가계약서에 서명을 해달라고 한다. 하지만 제이크는 경기 도중 지쳐 버리고 지저스가 이긴다.
제이크가 다시 교도소로 끌려가는 모습을 지켜본 지저스는 빅 스테이트에 진학하기로 하지만, 주지사는 감형 약속을 어기고 노동 석방을 탈옥 시도로 둔갑시켜 언론에 뿌린다. 신체 자유가 교도소 내부로 제한된 제이크는 자신이 품었던 꿈과 희망을 전부 아들 지저스에게 넘긴다. 이는 제이크가 낡은 농구공을 교도소 담장 너머로 던지고, 그 공이 기적처럼 빅 스테이트 농구장까지 날아가, 홀로 연습 중이던 지저스가 이를 받고 환하게 웃는 상징 장면으로 표현된다.

## 출연진
- 덴절 워싱턴 - 제이크 셔틀스워스 역
- 레이 앨런 - 지저스 셔틀스워스 역
- 제이드 요커 - 지저스 셔틀스워스(12살) 역
- 젤다 해리스 - 메리 셔틀스워스 역: 지저스의 여동생.
- 로넷 매키 - 마사 셔틀스워스 역
- 아서 J. 내스커렐라 - 신코타 역: 지저스의 고등학교 코치.
- 힐 하퍼 - 콜먼 "부거" 사이크스 역: 지저스의 이종사촌이자 같은 고등학교 팀 선수.
- 빌 넌 - 엉클 버바 역: 지저스의 이모부이자 법적 후견인.
- 로자리오 도슨 - 랄라 보닐라 역: 지저스의 여자친구.
- 밀라 요보비치 - 다코타 반스 역: 제이크가 머무는 싸구려 숙박 시설 옆방에서 포주에게 학대받는 매춘부.
- 짐 브라운 - 스파이비 역: 가석방 담당관.
- 로저 겐버 스미스 - 윌리 "빅 타임 윌리" 역: 지저스를 보호해주는 부유한 동네 폭력배.
- 존 터투로 - 빌리 선데이 역: 테크 대학교 코치.
- 릭 폭스 - 칙 디갠 역
- 레너드 로버츠 - 디안드레이 매키 역: 에이전트.
- 제니퍼 에스포지토 - 재너스 씨 역: 학교 교사 역
- 네드 베이티 - 마셀 와이엇 역
- 킴 디렉터 - 린 역
- 질 켈리 - 수지 역

카메오 출연
- 셔킬 오닐, 레지 밀러, 스코티 피펀, 마이클 조던, 찰스 바클리, 짐 베이하임, 릭 피티노, 조지 칼, 딕 바이탤 - 본인 역

## 제작

### 섭외
스파이크 리는 지저스 역을 외견상 고등학교 졸업반으로 보일 수 있는 NBA 선수에게 맡기길 원했고, 리가 제일 처음에 택한 선수는 코비 브라이언트였다. 그러나 브라이언트는 1997년 플레이오프에서 득점 실패로 유타 재즈에 패배를 안기게 되자 훈련에 집중하기 위해 프로덕션에서 나갔다. 최종적으로 역을 따낸 레이 앨런은 연기 경험이 전혀 없었으며 영화 촬영 전 연기 코치로부터 8주간 연기 훈련을 받았다.

## 기타 제작진
- 배역: 에이샤 콜리
- 미술: 윈 토머스
- 의상: 샌드라 허낸데즈

## 우리말 녹음
SBS 성우진 (2006년 4월 9일)
- 황윤걸 - 제이크(덴절 워싱턴)
- 임채헌 - 지저스(레이 앨런)
- 강희선 - 다코타(밀라 요보비치)
- 김아영 - 랄라(로자리오 도슨)
- 이선 - 메리(젤다 해리스)
- 한상덕
- 김태훈
- 이연희
- 이선호
- 임성표
- 김영훈
- 전인배
- 김아영
- 김용준
- 박찬희
- 방성준

## 같이 보기
- 후프 드림스: 스파이크 리가 출연한 1994년 고교 농구 다큐멘터리 영화.